# Saint-Yrieix-les-Bois
Saint-Yrieix-les-Bois är en kommun i departementet Creuse i regionen Nouvelle-Aquitaine i de centrala delarna av Frankrike. Kommunen ligger i kantonen Ahun som tillhör arrondissementet Guéret. År 2022 hade Saint-Yrieix-les-Bois 281 invånare.

## Befolkningsutveckling
Antalet invånare i kommunen Saint-Yrieix-les-Bois
Referens:INSEE